# Schuyler Enck
Schuyler Colfax "Sky" Enck, född 25 januari 1900 i Columbia i Pennsylvania, död 1 november 1970 i Harrisburg i Pennsylvania, var en amerikansk friidrottare.
Enck blev olympisk bronsmedaljör på 800 meter vid sommarspelen 1924 i Paris.